# Мотоцикл ТІЗ
Мотоци́кл ТІЗ — модельний ряд мотоциклів, що випускалися в Таганрозі в 1935—1941 роках Таганрозьким інструментальним заводом, а після евакуації в 1941 році — Тюменським мотоциклетним заводом (1941—1943). Найпопулярнішою була модель ТІЗ АМ-600, що широко використовувалася в Червоній армії під час Другої світової війни.

## Історія
Після припинення виробництва мотоциклів на Харківському мотоциклетному заводі, всі його напрацювання були передані на Таганрозький мотоциклетний завод. Одночасно з підготовкою до виробництва мотоцикла ХМЗ-1М, завод отримав завдання пристосувати до умов радянських доріг англійський мотоцикл BSA моделі «Sloper».

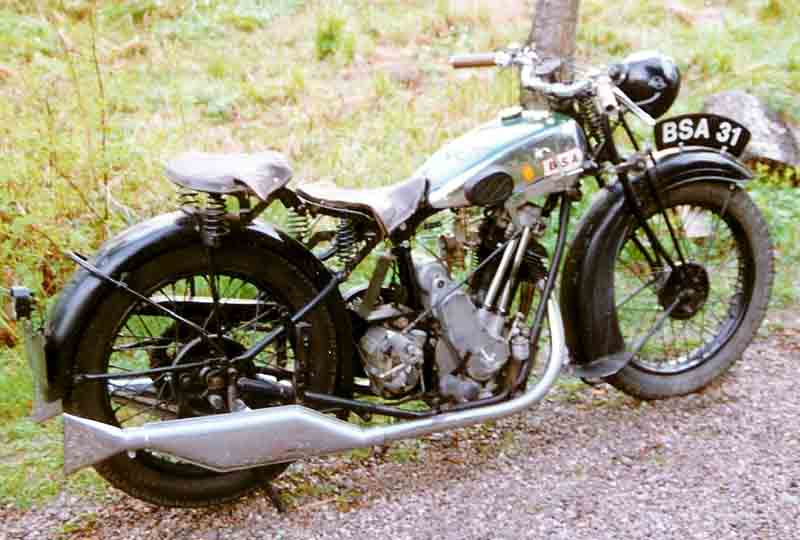
Мотоцикл BSA Slooper

Мотоцикл ТІЗ АМ-600 розроблявся з метою заповнити нестачу в Червоній Армії потужних машин, які можна було б експлуатувати з коляскою. За основу для створення нового мотоцикла взяли англійський мотоцикл BSA-500, що надійшов на завод у вересні 1935 року. Його конструкцію суттєво переробили: була спроектована підсилена рама, передня вилка і колеса. Усі розміри перевели з дюймової на метричну систему.
Робота йшла в прискореному темпі. У 1935 році були розроблені креслення нового мотоцикла ТІЗ АМ-600 (заводський індекс — ТІЗ-1). А в 1936 році дослідні машини нових армійських мотоциклів появилися вже на першотравневій демонстрації. До жовтня 1936 року було організоване їх серійне виробництво. Мотоцикл мав чотиритактний одноциліндровий двигун об'ємом 595 куб. см, потужністю 16,5 к.с. і чотириступінчату коробку передач, він міг досягати швидкості 95 км/год. Мотоцикл призначався також і для Народно-визвольної армії Китаю.